# 영산로
영산로(榮山路, Yeongsan-ro)는 전라남도 목포시 유달동 구 목포제일여자고등학교 앞과 광주광역시 남구 대촌동 건덕터널을 잇는 도로이다. 전 구간이 국도 제1호선에 속해 있었지만 나주시의 일부 구간 노선 변경과 2013년 2월 28일부터 국도 제1호선 기점이 고하도로 변경되면서 기존 목포시 대의동2가 ~ 무안군 삼향면 유교리 8.53km 구간이 국도 제1호선에서 해제되었다. 국도 제1호선 나주시의 일부 구간은 빛가람장성로로 노선이 변경되었다.

## 역사
- 1998년 9월 28일 : 목포 ~ 삼호간 도로(목포시 석천동 ~ 대양동) 1.9km 구간 확장 개통[1]
- 2010년 6월 1일 : 2개 이상 시·도에 걸쳐 있는 도로로 영산로를 고시[2]
- 2013년 2월 28일 : 국도 제1호선 기점이 "전라남도 목포시 대의동2가"에서 "전라남도 목포시 충무동"으로 변경되면서 기존 목포시 대의동2가 ~ 무안군 삼향면 유교리 8.53km 구간 국도 해제[3]

## 주요 경유지
전라남도
- 목포시 (유달동 - 목원동 - 연동 - 용당동 - 용해동 - 상동 - 삼향동) - 무안군 (삼향읍 - 청계면무안읍) - 함평군 (엄다면 - 학교면) - 나주시 (다시면 - 문평면 - 다시면 - 금남동 - 성북도 - 금남동)

광주광역시
- 남구

## 노선
| 이름                                 | 접속 노선                                                | 소재지                                                                      | 소재지 | 비고                                                                 |
| ------------------------------------ | -------------------------------------------------------- | --------------------------------------------------------------------------- | --- | -------------------------------------------------------------------- |
| 구 목포제일여자고등학교 앞           | 유달로                                                   | 목포시                                                                      | 유달동 |                                                                      |
| 유달동 교차로                        | 영산로29번길 해안로173번길                               | 목포시                                                                      | 유달동 |                                                                      |
| 초원호텔앞 교차로                    | 해안로229번길                                            | 목포시                                                                      | 유달동 |                                                                      |
| 무안동 교차로                        | 영산로59번길 해안로237번길                               | 목포시                                                                      | 목원동 |                                                                      |
| 목포역 교차로                        | 삼학로 수문로                                            | 목포시                                                                      | 목원동 |                                                                      |
| KT사거리                             | 영산로110번길 영산로121번길                              | 목포시                                                                      | 목원동 |                                                                      |
| 호남 교차로                          | 청호로                                                   | 목포시                                                                      | 목원동 |                                                                      |
| (연동육거리)                         | 백년대로 연산로 호정로 산정로109번길                     | 목포시                                                                      | 북:용당동 남:연동                                                                                            |                                                                      |
| 동부광장 교차로 (2호광장)            | 산대로 산정로 산정로150번길                              | 목포시                                                                      | 북:용당동 남:연동                                                                                            |                                                                      |
| 용당광장 교차로                      | 용당로                                                   | 목포시                                                                      | 용당동 |                                                                      |
| MBC앞 교차로                         | 송림로 안태길                                            | 목포시                                                                      | 용당동 |                                                                      |
| MBC앞 교차로                         | 송림로 안태길                                            | 목포시                                                                      | 용해동 |                                                                      |
| 과학대삼거리                         | 삼학로                                                   | 목포시                                                                      | |                                                                      |
| 버스터미널 교차로                    | 비파로 상동로                                            | 목포시                                                                      | 상동 |                                                                      |
| 터미널사거리                         | 양을로                                                   | 목포시                                                                      | 상동 |                                                                      |
| 공단삼거리                           | 옥암로 영산로565번길                                     | 목포시                                                                      | 상동 |                                                                      |
| 석현삼거리                           | 녹색로                                                   | 목포시                                                                      | 상동 |                                                                      |
| 석현삼거리                           | 녹색로                                                   | 목포시                                                                      | 북:삼향동 남:상동                                                                                            |                                                                      |
| 목포가톨릭대학교                     |                                                          | 목포시                                                                      | |                                                                      |
| 삼향동 행정복지센터                  | 대양로                                                   | 목포시                                                                      | 삼향동 |                                                                      |
| 대양검문소삼거리                     | 영산로844번길                                            | 목포시                                                                      | 삼향동 |                                                                      |
| 목포 나들목                          | 국도 제1호선 국도 제2호선 (고하대로) (구 서해안고속도로) | 목포시                                                                      | 삼향동 |                                                                      |
| 목포 나들목                          | 국도 제1호선 국도 제2호선 (고하대로) (구 서해안고속도로) | 무안군                                                                      | 삼향읍 | 국도 제1호선 구간                                                    |
| 남양저수지                           | 지방도 제825호선 (왕산로) (삼향중앙로)                   | 무안군                                                                      | 삼향읍 | 국도 제1호선 구간                                                    |
| 삼향농공단지                         | 삼향공단길                                               | 무안군                                                                      | 삼향읍 | 국도 제1호선 구간                                                    |
| 청계교                               |                                                          | 무안군                                                                      | 삼향읍 | 국도 제1호선 구간                                                    |
| 청계면                               |                                                          | 무안군                                                                      | | 국도 제1호선 구간                                                    |
| 구암삼거리                           | 지방도 제815호선 (문화로)                                | 무안군                                                                      | 국도 제1호선 구간 지방도 제815호선 구간                                                                      |                                                                      |
| 청계고개                             |                                                          | 무안군                                                                      | 국도 제1호선 구간 지방도 제815호선 구간                                                                      |                                                                      |
| 목포대사거리 (목포대학교 도림캠퍼스) | 해안로                                                   | 무안군                                                                      | 국도 제1호선 구간 지방도 제815호선 구간                                                                      |                                                                      |
| 청계시외버스정류장                   |                                                          | 무안군                                                                      | 국도 제1호선 구간 지방도 제815호선 구간                                                                      |                                                                      |
| 청계삼거리                           | 지방도 제815호선 (청운로)                                | 무안군                                                                      | 국도 제1호선 구간 지방도 제815호선 구간                                                                      |                                                                      |
| 한국폴리텍대학 목포캠퍼스            |                                                          | 무안군                                                                      | 국도 제1호선 구간                                                                                            |                                                                      |
| 신흥삼거리                           | 청계공단길                                               | 무안군                                                                      | 국도 제1호선 구간                                                                                            |                                                                      |
| 신흥교 태봉교                        |                                                          | 무안군                                                                      | 국도 제1호선 구간                                                                                            |                                                                      |
| 태봉 교차로                          | 무안로                                                   | 무안군                                                                      | 국도 제1호선 구간 광주 방면 진출 불가                                                                        |                                                                      |
| 사마 교차로 (사마IC교)               | 도대로                                                   | 무안군                                                                      | 국도 제1호선 구간                                                                                            |                                                                      |
| 사마교                               |                                                          | 무안군                                                                      | 국도 제1호선 구간                                                                                            |                                                                      |
| 무안읍                               |                                                          | 무안군                                                                      | 국도 제1호선 구간                                                                                            |                                                                      |
| 평용 교차로 (평용교)                 | 창포로                                                   | 무안군                                                                      | 국도 제1호선 구간                                                                                            |                                                                      |
| 교촌 교차로 (교촌교)                 | 국가지원지방도 제60호선 (공항로)                         | 무안군                                                                      | 국도 제1호선 구간 국가지원지방도 제60호선 구간                                                               |                                                                      |
| 고절교 송사천교                      |                                                          | 무안군                                                                      | 국도 제1호선 구간 국가지원지방도 제60호선 구간                                                               |                                                                      |
| 성동리                               | 지방도 제811호선 (무안로)                                | 무안군                                                                      | 국도 제1호선 구간 국가지원지방도 제60호선 구간 지방도 제811호선 구간 광주 방면 진출 불가 목포 방면 진입 불가 |                                                                      |
| 송촌교 용월교                        |                                                          | 무안군                                                                      | 국도 제1호선 구간 국가지원지방도 제60호선 구간 지방도 제811호선 구간                                         |                                                                      |
| 무안 나들목                          | 15호선 서해안고속도로                                    | 함평군                                                                      | 국도 제1호선 구간 국가지원지방도 제60호선 구간 지방도 제811호선 구간                                         | 엄다면                                                               |
| 엄다중학교 (폐교)                    | 지방도 제811호선 (신송길) 엄다길                         | 함평군                                                                      | 국도 제1호선 구간 국가지원지방도 제60호선 구간 지방도 제811호선 구간                                         | 엄다면                                                               |
| 해정사거리                           | 곤재로                                                   | 함평군                                                                      | 국도 제1호선 구간 국가지원지방도 제60호선 구간                                                               | 엄다면                                                               |
| 소학교                               |                                                          | 함평군                                                                      | 국도 제1호선 구간 국가지원지방도 제60호선 구간                                                               | 엄다면                                                               |
| 학야리                               | 학야길                                                   | 함평군                                                                      | 국도 제1호선 구간 국가지원지방도 제60호선 구간                                                               | 엄다면                                                               |
| 학야교                               |                                                          | 함평군                                                                      | 국도 제1호선 구간 국가지원지방도 제60호선 구간                                                               | 엄다면                                                               |
| 학교사거리 (학교고가교)              | 국도 제23호선 지방도 제825호선 (함영로)                  | 함평군                                                                      | 학교면 | 국도 제1호선 구간 국가지원지방도 제60호선 구간 지방도 제825호선 구간 |
| 함평역 동창교 신동창교               |                                                          | 함평군                                                                      | 학교면 | 국도 제1호선 구간 국가지원지방도 제60호선 구간 지방도 제825호선 구간 |
| 학다리삼거리                         | 학동로                                                   | 함평군                                                                      | 학교면 | 국도 제1호선 구간 국가지원지방도 제60호선 구간 지방도 제825호선 구간 |
| 농공단지삼거리                       | 학교공단길                                               | 함평군                                                                      | 학교면 | 국도 제1호선 구간 국가지원지방도 제60호선 구간 지방도 제825호선 구간 |
| 고막1교                              | 고막천로                                                 | 함평군                                                                      | 학교면 | 국도 제1호선 구간 국가지원지방도 제60호선 구간 지방도 제825호선 구간 |
| 고막교                               |                                                          | 함평군                                                                      | 학교면 | 국도 제1호선 구간 국가지원지방도 제60호선 구간 지방도 제825호선 구간 |
|                                      |                                                          | 함평군                                                                      | 학교면 | 국도 제1호선 구간 국가지원지방도 제60호선 구간 지방도 제825호선 구간 |
| 나주시                               | 다시면                                                   |                                                                             | | 국도 제1호선 구간 국가지원지방도 제60호선 구간 지방도 제825호선 구간 |
| 나주시                               | 다시면                                                   | 평수교 호장교                                                               | | 국도 제1호선 구간 국가지원지방도 제60호선 구간 지방도 제825호선 구간 |
| 나주시                               | 다시면                                                   | 구고막원역앞 교차로                                                         | 지방도 제825호선 (체암로)                                                                                    | 국도 제1호선 구간 국가지원지방도 제60호선 구간 지방도 제825호선 구간 |
| 나주시                               | 문평면                                                   | 구고막원역앞 교차로                                                         | 지방도 제825호선 (체암로)                                                                                    | 국도 제1호선 구간 국가지원지방도 제60호선 구간 지방도 제825호선 구간 |
| 나주시                               | 지방산단삼거리                                           | 다시로                                                                      | |                                                                      |
| 나주시                               | 월태리                                                   | 동옥선로 월태월천길                                                         | 국도 제1호선 구간 국가지원지방도 제60호선 구간                                                               |                                                                      |
| 나주시                               | 다시교                                                   |                                                                             | 국도 제1호선 구간 국가지원지방도 제60호선 구간                                                               | 다시면                                                               |
| 나주시                               | 다시면소재지                                             | 지방도 제801호선 (월암로) (대용길)                                          | 국도 제1호선 구간 국가지원지방도 제60호선 구간                                                               | 다시면                                                               |
| 나주시                               | 다시공용버스터미널                                       |                                                                             | 국도 제1호선 구간 국가지원지방도 제60호선 구간                                                               | 다시면                                                               |
| 나주시                               | 다시 교차로                                              | 국도 제1호선 국가지원지방도 제60호선 (빛가람장성로)                         | 국도 제1호선 구간 국가지원지방도 제60호선 구간                                                               | 다시면                                                               |
| 나주시                               | 고구려대학삼거리                                         | 백호로 월태길                                                               | | 다시면                                                               |
| 나주시                               | 원동마을삼거리                                           | 원동길                                                                      | | 다시면                                                               |
| 나주시                               | 가동삼거리                                               | 가운가동길                                                                  | | 다시면                                                               |
| 나주시                               | 가운삼거리                                               | 구진포로 문암길                                                             | | 다시면                                                               |
| 나주시                               | (광주학생운동진원기념비)                                 | 국도 제13호선 (예향로)                                                      | 금남동 | 국도 제13호선 구간                                                   |
| 나주시                               | 한수교                                                   | 나주천1길                                                                   | 금남동 | 국도 제13호선 구간                                                   |
| 나주시                               | 산정삼거리                                               | 국도 제13호선 (건재로)                                                      | 금남동 | 국도 제13호선 구간                                                   |
| 나주시                               | 주공아파트앞 교차로                                      | 중앙로 대호길                                                               | 성북동 |                                                                      |
| 나주시                               | 나주경찰서사거리                                         | 나주로                                                                      | 성북동 |                                                                      |
| 나주시                               | 삼도육교                                                 |                                                                             | 금남동 |                                                                      |
| 나주시                               | (나주대교 서단)                                          | 영산강변로                                                                  | 금남동 |                                                                      |
| 나주시                               | 나주대교                                                 |                                                                             | 금남동 |                                                                      |
| 나주시                               | 금천면                                                   |                                                                             | |                                                                      |
| 나주시                               | 원촌삼거리                                               | 원곡길                                                                      | |                                                                      |
| 나주시                               | 금천사거리                                               | 금영로 신가로                                                               | |                                                                      |
| 나주시                               | 검북마을앞 교차로                                        | 촌곡길                                                                      | |                                                                      |
| 나주시                               | 금천 교차로                                              | 국도 제1호선 국가지원지방도 제49호선 국가지원지방도 제60호선 (빛가람장성로) | 국도 제1호선 구간 국가지원지방도 제60호선 구간                                                               |                                                                      |
| 나주시                               | 내기사거리                                               | 내기1길                                                                     | 국도 제1호선 구간 국가지원지방도 제60호선 구간                                                               | 산포면                                                               |
| 나주시                               | 매성교                                                   |                                                                             | 국도 제1호선 구간 국가지원지방도 제60호선 구간                                                               | 산포면                                                               |
| 나주시                               | 산포면사거리 (고가교)                                    | 산포로                                                                      | 국도 제1호선 구간 국가지원지방도 제60호선 구간                                                               | 산포면                                                               |
| 나주시                               | (교차로 명칭 미상)                                       | 산남로                                                                      | 국도 제1호선 구간 국가지원지방도 제60호선 구간                                                               | 산포면                                                               |
| 나주시                               | 등정1교 등정2교                                          |                                                                             | 국도 제1호선 구간 국가지원지방도 제60호선 구간                                                               | 산포면                                                               |
| 나주시                               | 등정3교                                                  | 산남로                                                                      | 국도 제1호선 구간 국가지원지방도 제60호선 구간                                                               | 산포면                                                               |
| 나주시                               | 등정3교                                                  | 산남로                                                                      | 국도 제1호선 구간 국가지원지방도 제60호선 구간                                                               | 남평읍                                                               |
| 나주시                               | 남평대교                                                 |                                                                             | 국도 제1호선 구간 국가지원지방도 제60호선 구간                                                               |                                                                      |
| 나주시                               | 광이 교차로                                              | 회재로                                                                      | 국도 제1호선 구간 국가지원지방도 제60호선 구간                                                               |                                                                      |
| (칠석 교차로)                        |                                                          | 광주광역시                                                                  | 국도 제1호선 구간 국가지원지방도 제60호선 구간                                                               | 남구                                                                 |
| 건덕터널                             |                                                          | 광주광역시                                                                  | 국도 제1호선 구간 국가지원지방도 제60호선 구간 광주 방면 연장 280m 목포 방면 연장 260m                       | 남구                                                                 |
| 서문대로와 직결                      |                                                          |                                                                             | |                                                                      |

## 주요 건물 및 시설
- 성옥기념관 (전라남도 목포시 영산로 11)
- 유달산우체국 (전라남도 목포시 영산로 33)
- 한양직업전문학교 (전라남도 목포시 영산로 67)
- 역전파출소 (전라남도 목포시 영산로 88-1)
- 목포역 (전라남도 목포시 영산로 98)
- 목포문화방송 (전라남도 목포시 영산로 101)
- 한국은행 목포본부 (전라남도 목포시 영산로 109)
- 국민연금공단 목포지사 (전라남도 목포시 영산로 118)
- 호남119안전센터 (전라남도 목포시 영산로 165)
- 연동파출소 (전라남도 목포시 영산로 259)
- 목포우체국 (전라남도 목포시 영산로 288)
- 홈플러스 목포점 (전라남도 목포시 영산로 313)
- 목포과학대학교 (전라남도 목포시 영산로 413-1)
- 한국농어촌공사 영산강사업단 (전라남도 목포시 영산로 463)
- 목포한국병원 (전라남도 목포시 영산로 483)
- 목포종합버스터미널 (전라남도 목포시 영산로 525)
- 목포중앙병원 (전라남도 목포시 영산로 623)
- 전남점자도서관 (전라남도 목포시 영산로 633)
- 목포가톨릭대학교 (전라남도 목포시 영산로 697)
- 삼향동 행정복지센터 (전라남도 목포시 영산로 743)
- 목포대학교 도림캠퍼스 (전라남도 무안군 청계면 영산로 1666)
- 청계시외버스정류장 (전라남도 무안군 청계면 영산로 1688)
- 청계면사무소 (전라남도 무안군 청계면 영산로 1701-8)
- 한국폴리텍대학 목포캠퍼스 (전라남도 무안군 청계면 영산로 1854-16)
- 청계초등학교 (전라남도 무안군 청계면 영산로 1870)
- 함평역 (전라남도 함평군 학교면 영산로 3530)
- 학다리중앙초등학교 (구) (전라남도 함평군 학교면 영산로 3673)
- 다시공용버스터미널 (전라남도 나주시 다시면 영산로 4526)
- 나주경찰서 (전라남도 나주시 영산로 5415-22)
- 나주종합병원 (전라남도 나주시 영산로 5419)
- 나주금천중학교, 호남원예고등학교 (전라남도 나주시 금천면 영산로 5691)
- 전라남도과학교육원 (전라남도 나주시 금천면 영산로 5695)
- 나주배박물관 (전라남도 나주시 금천면 영산로 5838)